# کشیش‌قشلاقی (خداآفرین)
کشیش‌قشلاقی یکی از روستاهای استان آذربایجان شرقی است که در دهستان منجوان شرقی بخش منجوان شهرستان خداآفرین واقع شده‌است.